# 姫路駐屯地
座標: 北緯34度51分36秒 東経134度42分07秒 / 北緯34.859876497180736度 東経134.70182418823242度

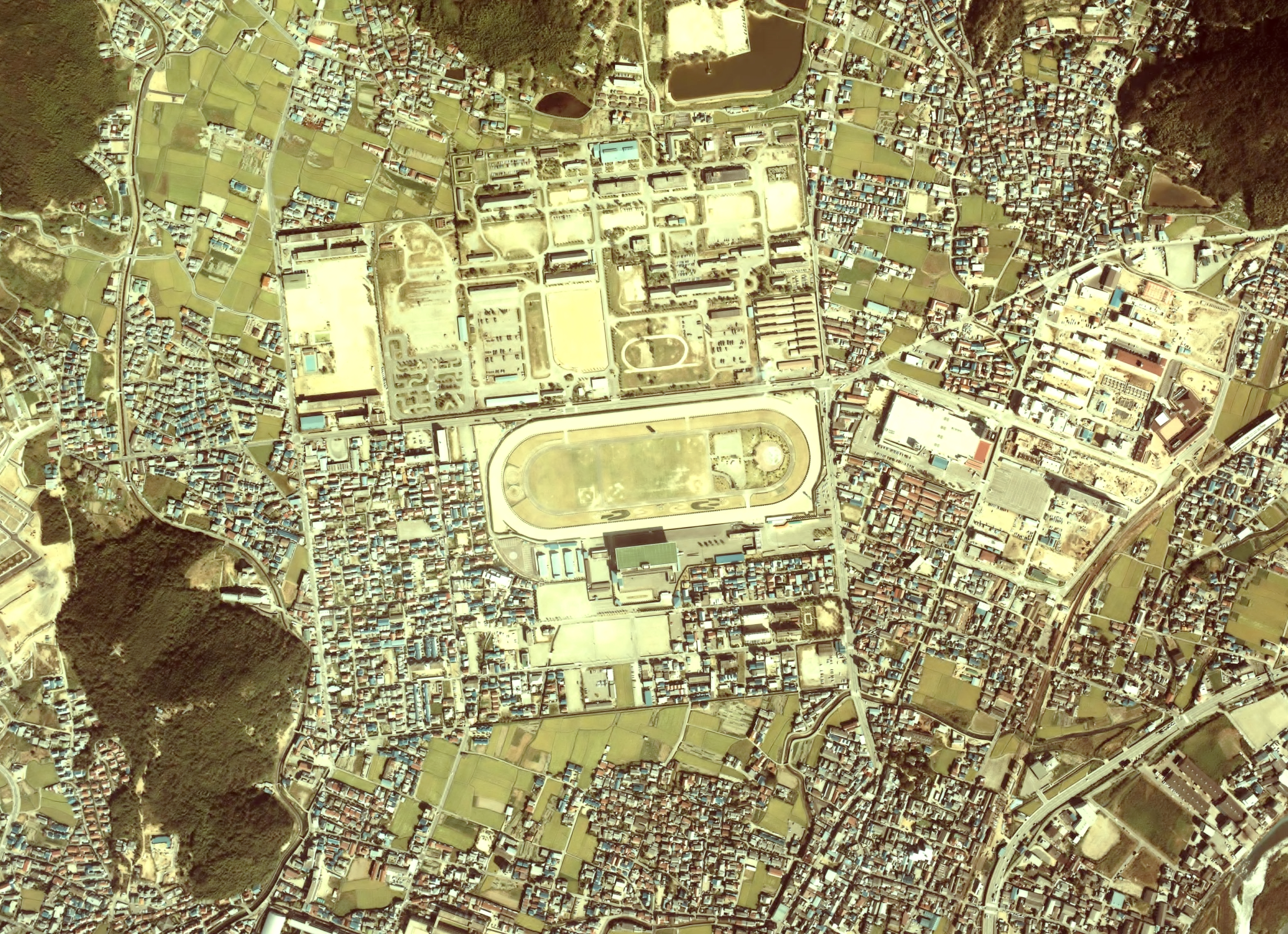
姫路駐屯地周辺の航空写真（駐屯地は姫路競馬場の北側）

姫路駐屯地（ひめじちゅうとんち、JGSDF Camp Himeji）は、兵庫県姫路市峰南町1-70に所在し、中部方面特科連隊本部等が駐屯する陸上自衛隊の駐屯地である。

## 概要
最寄の演習場は青野原演習場。駐屯地司令は、中部方面特科連隊長が兼務。

## 沿革
戦前・戦中
1896年（明治29年）、水上村白国（現・姫路市白国）・城北村平野（現・姫路市北平野）・城北村伊伝居（現・姫路市伊伝居）にまたがって兵営等および城北練兵場の設置が決定する。この際に敷地内にあった、「飾磨のかちん染め」伝説の元となった長者屋敷・人見塚が取り壊される。また「飾磨」の由来は駐屯地内にあった「飾万」という字名による。
1897年（明治30年）10月に旧陸軍の野砲兵第10連隊と騎兵第10連隊（のち捜索第10連隊）、輜重兵第10大隊（のち輜重兵第10連隊）が駐屯して以来、第二次世界大戦終結まで第10師団隷下部隊が使用していた。
1903年（明治36年）には播州平野における陸軍特別大演習に際して明治天皇の行幸がある。また1921年（大正10年）以後満州事変まで、城北練兵場にしばしば飛行機が飛来していた。
戦後
終戦後、城北練兵場跡に姫路競馬場が設置され、海外からの引揚者や旧軍人のために解放され、農地化される（のちに住宅地化して城北新町、広峰）。兵舎跡は進駐軍が駐留したのち一時期は姫路市立増位中学校や兵庫青年師範学校、県立聾学校（現・兵庫県立姫路聴覚特別支援学校）の敷地として利用された（捜索第10連隊跡地に設けられた姫路市立広嶺中学校および姫路市立広峰小学校は以後も同地に所在している）。
1951年（昭和26年）2月に警察予備隊先遣部隊が善通寺駐屯地から到着して姫路駐屯地として開庁される。同年4月に特科第63連隊が発足して以来、幾多の改編を経て現在に至る。また第10特科連隊や第13特科連隊はこの地で新編され、中部方面隊管内に所在する特科部隊の源でもあった。
警察予備隊姫路駐屯地
- 1951年（昭和26年）
  - 2月：警察予備隊先遣部隊が善通寺駐屯地から到着して姫路駐屯地が開庁。
  - 3月27日：姫路営舎開設[11]。
  - 5月1日：警察予備隊第3管区隊第63連隊が編成[12]。

保安隊姫路駐屯地
- 1952年（昭和27年）12月12日：独立第47特科大隊が編成完結。その後、函館駐屯地へ移駐[13]。
- 1953年（昭和28年）9月1日：姫路駐屯地業務隊が新編。

陸上自衛隊姫路駐屯地
- 1954年（昭和29年）
  - 7月1日：陸上自衛隊が発足。第63連隊が第3特科連隊に改編。
  - 9月25日：

  1. 第2特科群隷下の第110特科大隊が編成完結。
  2. 第6特科連隊第2特科大隊が編成完結。

  - 10月29日：第6特科連隊第2特科大隊が秋田駐屯地に移駐。
- 1957年（昭和32年） 
  - 2月1日：第10特科連隊が編成完結。
  - 3月5日：第10特科連隊が大久保駐屯地に移駐。
- 1958年（昭和33年）3月25日：第110特科大隊が南仙台駐屯地に移駐。
- 1962年（昭和37年）1月18日：第13師団創設に伴い、第13特科連隊が第3特科連隊から分離独立して編成完結。
- 1965年（昭和40年）
  - 3月31日：日本原駐屯地開設により、第13特科連隊第2特科大隊が日本原駐屯地に移駐。
  - 7月8日：第3特科連隊第5特科大隊が今津駐屯地に移駐。
- 1971年（昭和46年）3月25日：第13特科連隊主力が日本原駐屯地に移駐。
- 1992年（平成04年）3月27日：第3特科連隊第6特科大隊が第3高射特科大隊として分離独立。
- 2006年（平成18年）3月27日：第3師団の政経中枢型師団への改編。

1. 第3特科連隊から第3特科隊へ縮小改編。
2. 第3後方支援連隊第2整備大隊特科直接支援隊（第3特科隊を支援）、高射特科直接支援隊（第3高射特科大隊を支援）を新編。
3. 姫路駐屯地司令職を第3特科連隊長から第3特科隊長に移管[14]。

- 2015年（平成27年）3月26日：会計隊の改編に伴い、第347会計隊が廃止、第352会計隊姫路派遣隊が設置される。
- 2024年（令和06年）
  - 3月20日：第3特科隊、第3後方支援連隊第2整備大隊特科直接支援隊を廃止。
  - 3月21日：中部方面特科連隊編成に伴う処置。

  1. 中部方面特科連隊本部、本部中隊、情報中隊、第1特科大隊を新編。
  2. 中部方面後方支援隊第308特科直接支援中隊（中部方面特科連隊を支援）を新編。
  3. 姫路駐屯地司令職を第3特科隊長から中部方面特科連隊長に移管[15]。

## 駐屯部隊

### 中部方面隊隷下部隊
- 中部方面特科連隊
  - 中部方面特科連隊本部
  - 本部中隊
  - 情報中隊
  - 第1特科大隊
- 第3師団
  - 第3高射特科大隊
  - 第3後方支援連隊
    - 第2整備大隊
      - 高射直接支援隊：第3高射特科大隊を支援
- 中部方面後方支援隊
  - 第308特科直接支援中隊：中部方面特科連隊を支援
- 中部方面会計隊
  - 第352会計隊
    - 姫路派遣隊
- 中部方面システム通信群
  - 第104基地システム通信大隊
    - 第318基地通信中隊
      - 姫路派遣隊
- 姫路駐屯地業務隊

### 防衛大臣直轄部隊
- 警務隊
  - 中部方面警務隊
    - 第131地区警務隊
      - 姫路派遣隊

## 過去の駐屯部隊
- 第63連隊：1954年（昭和29年）7月1日、第3特科連隊に改編。
- 第6特科連隊第2大隊：1954年（昭和29年）10月29日、秋田駐屯地に移駐。
- 第10特科連隊：1957年（昭和32年）3月5日、大久保駐屯地に移駐。
- 第110特科大隊：1958年（昭和33年）3月25日、南仙台駐屯地に移駐。
- 第13特科連隊第2特科大隊：1965年（昭和40年）3月31日、日本原駐屯地に移駐。
- 第3特科連隊第5特科大隊：1965年（昭和40年）7月8日、今津駐屯地に移駐。
- 第13特科連隊：1971年（昭和46年）3月25日、日本原駐屯地に移駐。
- 第3特科連隊：2006年（平成18年）3月27日廃止。第3特科隊へ縮小改編。
- 第3特科隊：2024年（令和6年）3月21日廃止。中部方面特科連隊へ編合改編。

## 最寄の幹線交通
- 高速道路：山陽自動車道山陽姫路東IC、播但連絡道路花田IC
- 一般道：国道2号、国道312号、国道372号、花田野里線、姫路環状線、砥堀本町線
- 鉄道：JR西日本播但線野里駅
- 港湾：姫路港（特定重要港湾）、東播磨港（重要港湾）

## 展示品
駐屯地には屋外展示品として以下のものがある。
- 75式130mm自走多連装ロケット弾発射機
- 75式自走地上風測定装置
- 35mm2連装高射機関砲 L-90
- 74式自走105mmりゅう弾砲
- 75式自走155mm榴弾砲
- 58式105mm榴弾砲
- 58式155mm榴弾砲

かつて存在した以下の展示物は2011年頃に撤去された模様。
- 60式自走106mm無反動砲
- 61式戦車
- 観測ヘリコプターOH-6J
- F-86Fセイバー戦闘機

また、資料館があり旧日本帝国陸軍第10師団に属していた歩兵第39連隊や沿革の節で触れた諸連隊に関連する資料、三十一年式速射砲、警察予備隊から自衛隊に至る関連資料などが展示されている。駐屯地敷地はかつての陸軍兵営地であり、敷地内には旧陸軍時代の衛兵詰所や兵舎など、多数の当時の建物が現存している。歩兵第39連隊の軍旗の一部が持ち帰られ1965年（昭和40年）より当駐屯地資料館内に安置され、軍旗奉賛会による軍旗祭も行われていたが、同会解散を機に1998年（平成10年）に靖国神社の遊就館へ移されている。

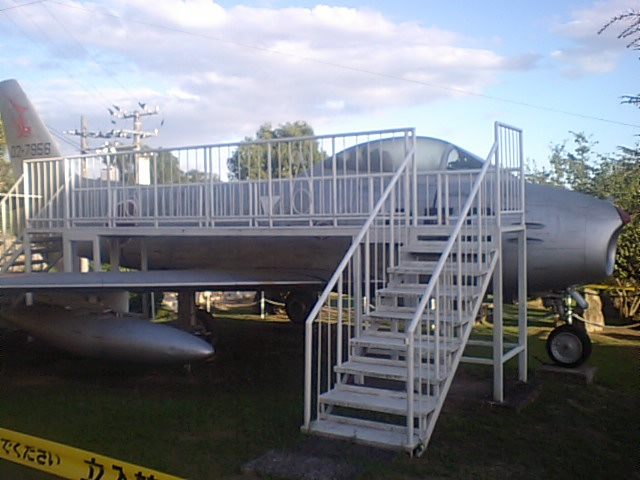
屋外展示されるF-86Fセイバージェット戦闘機（2011年に撤去）
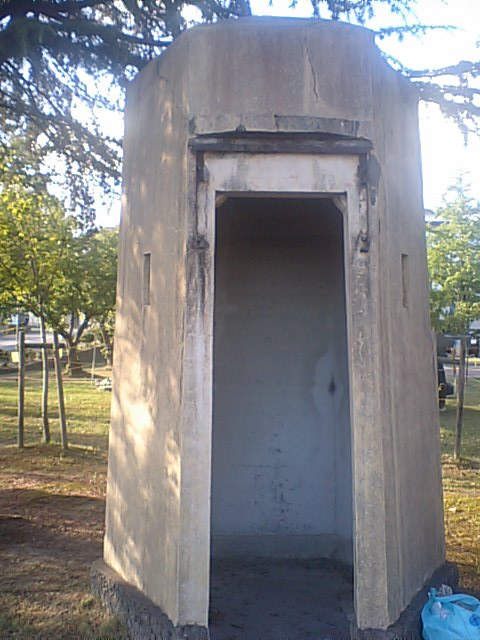
敷地内に残る旧陸軍時代の衛兵詰所
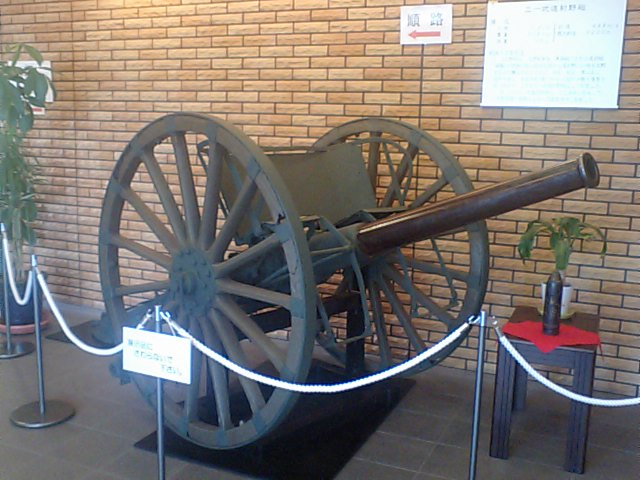
資料館前に展示される三一式速射野砲

## 行事

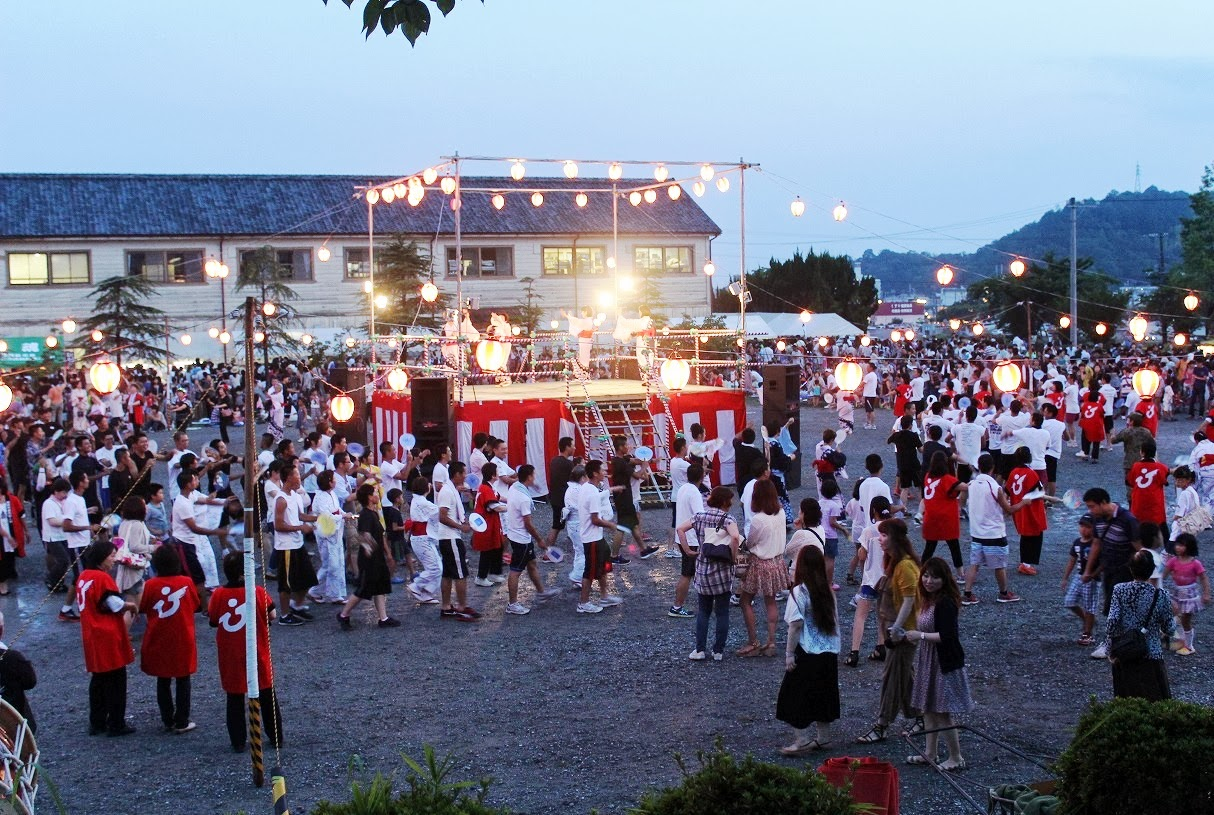
姫路駐屯地納涼行事 盆踊り大会

- 毎年8月前半に盆踊り大会が開催される。隊員有志による和太鼓演奏と花火大会などが開催される。
- 毎年11月前半に駐屯地創立記念行事が開催される。FH-70と74式戦車などによる一斉射撃などが展示される。またレンジャー部隊有志による展示訓練が披露されるがコミカルな寸劇仕立ての内容が近年人気を博している。
- 毎年12月中旬に隊員によって姫路城の大規模清掃が行われる。訓練の一環としてボートやロープ、車両などを用いて通常では清掃が困難な石垣や堀などのを清掃を手がけている。

## 重要施設
- 姫路第一発電所（出力144.2万kW。LNG）（姫路市）
- 姫路第二発電所（出力255.2万kW。LNG）（姫路市）
- 相生発電所（出力112.5万kW。石油）（相生市）
- 赤穂発電所（出力120.0万kW。石油）（赤穂市）
- 西播変電所（超高圧変電所）（相生市）
- 新加古川変電所（超高圧変電所）（加古川市）
- 南赤穂変電所（超高圧変電所）（赤穂市）
- 別所変電所（一次変電所）（神戸市西区）
- 東播変電所（一次変電所）（加古郡稲美町）
- 大阪ガス姫路製造所（姫路市）
- 神戸製鋼所（自動車用弁バネ材の世界シェア50％強を生産している）（高砂市）
- 帝国電機製作所（キャンドモータポンプの世界シェアの約40％を生産している）（たつの市）
- 日本製鉄瀬戸内製鉄所広畑地区（姫路市）
- 大型放射光施設SPring-8（ナノテクノロジー研究開発施設）（佐用郡佐用町)